# Horst Groschopp
Horst Groschopp (* 8. Februar 1949 in Zwickau) ist ein deutscher Kulturwissenschaftler, der als solcher in der DDR beschäftigt war und Publizist. Später war er Vorsitzender des Humanistischen Verband Deutschlands.

## Leben
Horst Groschopp absolvierte bis 1966 eine Lehre als Dreher. Nach dem Facharbeiterabschluss wurde er an die Arbeiter-und-Bauern-Fakultät der Bergakademie Freiberg delegiert und bestand dort 1968 das Abitur. Von 1968 bis 1971 studierte er Kulturwissenschaft an der Humboldt-Universität zu Berlin. 1978 erfolgte die Promotion. Ab 1971 war Groschopp am Institut für Kulturwissenschaft der Humboldt-Universität zu Berlin tätig, anfangs als Assistent von Dietrich Mühlberg. Von 1978 bis 1981 sowie vom Mai bis zum Dezember 1985 war er zudem Angestellter der Sektion Ästhetik und Kunstwissenschaften der Sozialistischen Einheitspartei Deutschlands (SED). 1984 wurde er habilitiert. 1985 wurde er zum Hochschuldozenten ernannt.
Nach der Wende war Groschopp als ABM-Kraft in einem Projekt der Humboldt-Universität beschäftigt. 1993 wurde Groschopp von der Universität „wegen mangelnden Bedarfes und mangelnder fachlicher Qualifikation“ entlassen, unter anderem weil seine Arbeiten, so das Ergebnis einer Evaluierung, „methodisch … an einem nicht sehr subtil entfalteten marxistischen Paradigma orientiert“ gewesen seien und seine Art der Quellenauswertung „eher unterkomplex“. Groschopp widersprach dieser Einschätzung.
1989 war Groschopp Mitbegründer des Verbandes der Freidenker der DDR (VdF), dessen  Geschichte er gemeinsam mit dem Historiker Eckhard Müller unter dem Titel Letzter Versuch einer Offensive 2014 dokumentierte. Im Januar 1994 trat er dem Humanistischen Verband Deutschlands bei und befasst sich seither mit der Geschichte und kulturellen Bedeutung freigeistiger, freidenkerischer und humanistisch-atheistischer Bewegungen sowie deren Gedankengut und Handlungsstrategien. Groschopp war Präsident des Bundesverbands von 2004 bis zum Rücktritt im Jahr 2009. Nach seinem Rücktritt verblieb er bis zum Übergang in den Ruhestand im Mai 2014 im Amt des Direktors der Humanistischen Akademie Berlin und der 2006 gegründeten  Humanistischen Akademie Deutschland.
Horst Groschopp ist Mitglied der Forschungsgruppe Weltanschauungen in Deutschland. Groschopp ist verheiratet, hat zwei Kinder und lebt in Zwickau.

## Publizistische Tätigkeiten
Im Rahmen seiner Arbeit entstanden Veröffentlichungen zur historischen Arbeiter- und Arbeitervereinskultur, darunter Studien zu Otto Rühle und Fritz Kummer (1986 Neuausgabe von dessen Eines Arbeiters Weltreise 1913, 1924). Ferner veröffentlichte er Werke zum Kultursystem der DDR und besonders deren Kulturhäusern, zur Kulturgeschichte der deutschen Freidenker und der aktuellen Organisations- und Konzeptstruktur säkularer Verbände sowie seit 1999 zur Theorie und Geschichte des modernen Humanismus. 2013 erschien Der ganze Mensch, eine umfangreiche Studie über Humanismus in der DDR und dessen Konzeptionsgeschichte.
Zuvor war er von 1978 bis 1996 Mitherausgeber und herausgebender Redakteur einzelner Bände der „Mitteilungen aus der kulturwissenschaftlichen Forschung“, die als Online-Zeitschrift unter dem Namen kulturation fortgesetzt wird. Dort war er als Redakteur für Kulturpolitik tätig.
Für humanismus aktuell, einer Zeitschrift für Kultur und Weltanschauung, war er von 1997 bis 2008 als Redakteur tätig und Verantwortlicher für 25 Ausgaben. Die Zeitschrift wird seit 2011 als Online-Zeitschrift humanismus aktuell fortgesetzt. Zudem schreibt er in unregelmäßigen Abständen für den Humanistischen Pressedienst.
Von 2009 bis 2013 war er Herausgeber der Schriftenreihe der Humanistischen Akademie Berlin sowie seit 2010 Herausgeber der Schriftenreihe der Humanistischen Akademie Deutschland, in deren Rahmen er bisher elf Bücher über verschiedene Aspekte des Humanismus publizierte.
Mit Hubert Cancik und Frieder Otto Wolf ist er ferner Herausgeber des Kompendiums Humanismus: Grundbegriffe, das im Mai 2016 im Wissenschaftsverlag de Gruyter erschienen und Teil des Projekts einer Enzyklopädie des Humanismus ist.

## Publikationen
- Klassenlage und Lebensbedingungen. Zum Zusammenhang von Klassenanalyse und Analyse von Lebensbedingungen am Beispiel der Entwicklung proletarischer Lebensbedingungen und ihrer Bewertung in der Kulturauffassung einiger zeitgenössischer Theoretiker in Deutschland (1860–1914). Berlin 1978 (Dissertation).
- Kulturarbeit der Arbeiterorganisationen in Deutschland vor 1914. Studien zur Geschichte sozialistischer Kulturarbeit in der deutschen Arbeiterbewegung, 2 Bände. Berlin 1984 (Dissertation B = Habilitation).
- Zwischen Bierabend und Bildungsverein. Zur Kulturarbeit in der deutschen Arbeiterbewegung vor 1914. Berlin 1985 (1. Auflage), Berlin 1987 (2. Auflage); ISBN 978-3-320-00562-7.
- Humanismus und Kultur. Zur Theorie und Praxis des Humanismus. Berlin, 2000.
- Dissidenten. Freidenkerei und Kultur in Deutschland. Berlin: Dietz, 1997, ISBN 3-320-01936-8; 2. verb. Aufl. Tectum Wissenschaftsverlag, Marburg 2011, ISBN 978-3-8288-2771-4.
- Der ganze Mensch. Die DDR und der Humanismus. Ein Beitrag zur deutschen Kulturgeschichte. Tectum Wissenschaftsverlag, Marburg 2013, ISBN 978-3-8288-3163-6.
- Weltliche Schule und Lebenskunde. Dokumente und Texte zur Hundertjahrfeier ihrer praktischen Innovation 1920. Alibri, Aschaffenburg 2020, ISBN 978-3-86569-219-1.
- Rudolph Penzig: Atheist, Freimaurer, Humanist. Alibri, Aschaffenburg 2022, ISBN 978-3-86569-343-3.
- mit Eckhard Müller: Aus der Ethik eine Religion machen. Der praktische Humanismus einer sozialliberalen Kulturbewegung. Zur Geschichte der Deutschen Gesellschaft für ethische Kultur (Oktober 1892 bis Januar 1937). Alibri, Aschaffenburg 2024, ISBN 978-3-86569-397-6.